# Бушар, Пьер (хоккеист)
Пьер Эми́ль Буша́р (фр. Pierre Émile Bouchard, род. 20 февраля 1948 года,  Лонгёе, провинция Квебек, Канада) — бывший канадский профессиональный хоккеист, защитник клубов НХЛ «Монреаль Канадиенс» и «Вашингтон Кэпиталз», сын Эмиля Бушара.

## Карьера
В семье защитника и капитана «Монреаль Канадиенс» Эмиля Бушара росло четыре сына, но только один из них повторил путь отца, став профессиональным хоккеистом. Пьер Бушар был выбран «Канадцами» на драфте 1965 года, но прошло пять лет, прежде чем он присоединился к выбравшему его клубу.
«Канадиенс» переживали в начале 70-х годов очередную смену поколений: на смену игрокам, ковавшим победы в 60-х годах, приходила ещё не знавшая вкуса больших побед амбициозная молодёжь. Одним из таких новичков, кому было суждено вписать новую страницу в историю побед «Монреаля», был Пьер Бушар. В «Канадиенс» он провёл восемь лет, выиграв за это время 5пятьКубков Стенли — больше, чем в своё время его отец. Главной силой обороны «Монреаля» в то время была «Большая Тройка»: Серж Савар, Лэрри Робинсон, Ги Лапуэнт, трио защитников, показывавших яркий, атакующий хоккей. В отличие от своих звёздных товарищей по обороне, Пьер Бушар был типичным — как и его отец — защитником оборонительного плана, редко подключаясь к атаке и сосредоточившись в основном на защите собственных ворот.
В 1978 году Пьер Бушар покинул «Канадиенс»: выставленного на драфт отказов хоккеиста забрал себе «Вашингтон». «Монреаль» пытался вернуть Бушара, но вето на эту сделку наложил сам тогдашний президент НХЛ Джон Циглер. Отыграв за «Кэпиталз» ещё четыре сезона, Пьер Бушар повесил коньки на гвоздь. После окончания карьеры бывший хоккеист стал бизнесменом, параллельно работая хоккейным аналитиком на квебекском телевидении.

## Достижения
- Обладатель Кубка Стэнли (5): 1971, 1973, 1976-78